# You Do Something to Me
You Do Something to Me est une chanson écrite et composée par Cole Porter pour sa comédie musicale Fifty Million Frenchmen, créée à Broadway en 1929.
La chanson a été créée sur scène par William Gaxton et Genevieve Tobin, les interprètes des rôles de Peter Forbes et Looloo Carroll dans la production originale de Broadway de 1929.
Dans l'adaptation cinématographique de 1931, la chanson a été chantée encore par William Gaxton.

## Texte et musique
C'est une ballade
.

## Reprises
La chanson a été reprise par de nombreux artistes, parmi lesquels Leo Reisman et son orchestre (dont l'enregistrement a connu un succès raisonnable en 1930), Frank Sinatra (en 1950), Bing Crosby (en 1955), Mario Lanza, Marlene Dietrich, Ketty Lester, Doris Day, Mary Wells (en 1964), Sonny Rollins, Susannah McCorkle, Bryan Ferry, Sinéad O'Connor (sur l'album Red Hot + Blue, sorti en 1990) et Skunk Anansie.
En 1956, elle a été reprise par Ella Fitzgerald sur le premier album de sa série de Songbooks de grands compositeurs américains.